# Juliusz Ziemba
Juliusz August Ziemba (ur. 12 sierpnia 1892 w Krośnie, zm. 31 grudnia 1944 w Wielkiej Brytanii) – major kawalerii Wojska Polskiego.

## Życiorys
Urodził się 12 sierpnia 1892 w Krośnie, ówczesnym mieście powiatowym Królestwa Galicji i Lodomerii, w rodzinie Józefa i Eweliny . Przed 1914 podjął studia.
Po wybuchu I wojny światowej wstąpił do Legionów Polskich. Służył w 3 pułku piechoty w składzie II Brygady oraz w 2 pułku ułanów . Od marca do listopada 1918 kontynuował studia prawa na Wydziale Prawa Uniwersytetu Warszawskiego . 
Od września 1918 służył w 2 Pułku Szwoleżerów. 18 marca 1919 jako podoficer byłych Legionów Polskich został mianowany z dniem 1 marca 1919 podporucznikiem kawalerii. Został awansowany do stopnia rotmistrza kawalerii ze starszeństwem z dniem 1 czerwca 1919. W 1923, 1924 był oficerem 24 pułku ułanów w Kraśniku. Następnie służył w 20 pułku ułanów. Z dniem 26 września 1927 został przeniesiony służbowo na X normalny trzymiesięczny kurs w Centralnej Szkole Strzelniczej w Toruniu. W czasie trwania kursu (15 października) został przeniesiony do 3 pułku ułanów w Tarnowskich Górach . 18 lutego 1928 został mianowany majorem ze starszeństwem z 1 stycznia 1928 i 9. lokatą w korpusie oficerów kawalerii. W kwietniu tego roku został przesunięty ze stanowiska dowódcy szwadronu na stanowisko dowódcy szwadronu zapasowego. W lipcu 1929 został przesunięty na stanowisko kwatermistrza. Z dniem 1 stycznia 1935 został skierowany na sześciomiesięczną praktykę w Ministerstwie Komunikacji. Z dniem 30 czerwca 1935 został przeniesiony do rezerwy z równoczesnym przydziałem w rezerwie do Oficerskiej Kadry Okręgowej Nr V. 
Pod koniec lat 30. pełnił funkcję II wiceprezesa zarządu okręgu lwowskiego Związku Legionistów Polskich. Należał także do Aeroklubu Śląskiego, w którym był m.in. członkiem Sądu Klubowego. 
Zmarł 31 grudnia 1944 i został pochowany na cmentarzu Corstorphine Hill w Edynburgu.

## Ordery i odznaczenia
- Krzyż Niepodległości (12 maja 1931)[21]
- Krzyż Walecznych (trzykrotnie)
- Złoty Krzyż Zasługi (10 listopada 1928)[22]